# Црква Светог Кнеза Лазара у Пискотама
Црква Светог Кнеза Лазара се налазила у Пискотама, насељу Ђаковице, на Косову и Метохији. Припадала је Епархији рашко-призренске Српске православне цркве.
Црква посвећена Светом кнезу Лазару се налази на српском гробљу код Ђаковице. Црква је једнокуполни храм који је грађен од 1991. до 1994. године по пројекту архитекта Љубише Фолића.

## Разарање цркве 1999. године
По доласку италијанских снага КФОР-а црква је у два наврата 1999. и 2001. године, делимично оштећена, мозаик разбијен, а иконе и иконостас покрадени. Парохијски дом је запаљен, а крст на куполи је уништен од стране Албанаца.

## Мартовски погром 2004.
Од стране Албанаца била је потпуно уништена са околним гробљем. Парохијски дом је додатно руиниран.